# Chauncey (Géorgie)
Chauncey est une ville américaine située dans le comté de Dodge, en Géorgie. Selon le recensement de 2020, sa population est de 289 habitants.